# تشان روميرو
تشان روميرو (بالإنجليزية: Chan Romero)‏ (7 يوليو 1941 – أبريل 2024) هو مغن مؤلف ومغني أمريكي، ولد في 7 يوليو 1941 في بيلينغز في الولايات المتحدة.

## وصلات خارجية
- تشان روميرو على موقع IMDb (الإنجليزية)
- تشان روميرو على موقع ميوزك برينز (الإنجليزية)
- تشان روميرو على موقع إن إن دي بي (الإنجليزية)
- تشان روميرو على موقع ديسكوغز (الإنجليزية)